# Último Emperador Romano
El Último Emperador Romano, también llamado Último Emperador del Mundo o Emperador de los Últimos Días, es una figura de la leyenda europea medieval, que se desarrolló como un aspecto de la escatología cristiana. La leyenda predice que al final de los tiempos, un último emperador aparecería en la tierra para restablecer el Imperio Romano y asumir su función como katechon bíblico que detiene la venida del Anticristo. La leyenda aparece por primera vez en el texto apocalíptico del siglo VII conocido como el Apocalipsis del Pseudo-Metodio; eso y los oráculos de la Albunea son sus dos fuentes más importantes. Se desarrolló a lo largo de los siglos, volviéndose particularmente prominente en el siglo XV. A él se relaciona la noción de Gran Monarca Católico.

## Origen
La leyenda se basa en el Apocalipsis del Pseudo-Metodio, que fue, después del Libro de Daniel y el Libro del Apocalipsis, "la historia de apocalipsis más extendida en Europa". La obra propone un Último Emperador que luchará contra los enemigos religiosos, sobre todo la entonces reciente expansión del Islam durante las primeras conquistas musulmanas: «saldrá contra ellos [los enemigos de la fe] desde el mar de Etiopía y enviará la espada y la desolación a su tierra natal, capturando a sus mujeres e hijos que viven en la Tierra Santa» Después de conquistar a sus enemigos, viajaría a Jerusalén y renunciaría a su poder en el Monte de los Olivos. El último emperador se desarrolló aún más en los escritos de Hermerio Adson, cuyo Libellus de Antichristo (ca. 954) fue una biografía popular del Anticristo, cuya llegada fue precedida por el ascenso de un gobernante franco (la continuación del Imperio Romano); este Último Emperador renunciaría voluntariamente a su poder y moriría, después de lo cual el Anticristo llegaría al poder. Otro impulso importante vino de los oráculos de la Sibila Tiburtina, registrados por primera vez en latín alrededor del año 1000; su leyenda resultó particularmente adaptable a los gobernantes de toda Europa, que contenía una lista de emperadores y reyes que conducían al Último Emperador que podía revisarse o agregarse según lo requirieran las circunstancias políticas y dinásticas. Todavía tenía una gran aceptación en el siglo XV.

## Tradición católica
El concepto del Gran Rey ocupa un lugar destacado en las tradiciones místicas y populares, así como en los escritos de personas a las que se cree que recibieron dones de profecía o visitas especiales de mensajeros del cielo (como ángeles, santos o Cristo). El Gran Rey Católico fue muy popular en el folclore popular hasta la Ilustración del siglo XVIII. Reapareció en la profecía del siglo XIX cuando los legitimistas franceses creían que Enrique, conde de Chambord, sería el nuevo rey.
Marie-Julie Jahenny (1850-1941), también conocida como la estigmatizadora "bretona", profetizó que Enrique V, el conde de Chambord, sería el rey elegido.  A pesar de su muerte, una de sus predicciones de 1890 declara que aún está "reservado para las grandes épocas", es decir, el fin de los tiempos.
Un libro de 1871, Future Career of Napoleon, abogó por el reinado de Napoleón III como emperador romano sobre un "nuevo Imperio romano de diez reinos".
El Catecismo de la Iglesia Católica habla solo de Cristo como el rey que se manifestará en "los últimos días" Habla de esta manifestación como asociada a su reconocimiento por “todo Israel” y precedida por la última prueba de la Iglesia, "un engaño religioso que ofrece a los hombres una solución aparente a sus problemas al precio de la apostasía de la verdad". El engaño religioso por excelencia es el del Anticristo, un pseudo-mesianismo por el cual el hombre se glorifica a sí mismo en lugar de Dios y de su Mesías hecho carne”. No hace mención de la venida de ningún Gran Monarca Católico, ya sea francés o alemán o de cualquier continente.
El escritor francés y católico tradicionalista Yves Dupont ha opinado que el Gran Monarca tendrá un carácter restauracionista y que restaurará la realeza católica europea, destruirá el poder de los herejes y ateos, y convertirá con éxito a muchos musulmanes y judíos a la fe.